# Suzy (Francia)
Suzy è un ex comune francese di 313 abitanti situato nel dipartimento dell'Aisne della regione dell'Alta Francia. Il primo gennaio 2019 è stato accorpato al comune di Cessières per formare il nuovo comune di Cessières-Suzy.

## Società

### Evoluzione demografica
Abitanti censiti